# Alternative country
Alternative country (fork. alt-country), eller Americana, er en løst defineret undergenre af country-musik, der omfatter musik der adskiller sig væsentlig fra mainstream- og pop country. Genren har været brugt til at beskrive artister og bands, der er inspireret af Bluegrass, Rockabilly, Honky-tonk, Alternativ rock, Folk-rock og til tider Punk.

## Fodnoter
1. ↑  "The story of No Depression" Arkiveret 13. januar 2010 hos  Wayback Machine, No Depression, retrieved 19 May 2010.
2. ↑  C. Smith, 101 Albums That Changed Popular Music (Oxford: Oxford University Press, 2009), ISBN 0-19-537371-5, pp. 204-9.